# Álex Rodríguez
Alexander Emmanuel Rodríguez (Washington Heights, 27 de julio de 1975) es un exbeisbolista estadounidense de ascendencia dominicana. Jugaba en las posiciones de campocorto y tercera base. Desarrolló su carrera en los Seattle Mariners, los Texas Rangers y los New York Yankees de las Grandes Ligas de Béisbol (MLB).
Rodríguez es considerado uno de los mejores jugadores de béisbol de todos los tiempos, y ha declarado que se siente orgulloso de sus raíces dominicanas
 Es el jugador más joven en conectar 500 homeruns, rompiendo el récord establecido por Jimmie Foxx en 1939, y el más joven en llegar a los 600, superando el récord de Babe Ruth durante un año.
Durante 14 temporadas empujó 100 más carreras, más que cualquier otro jugador en la historia. El 24 de septiembre de 2010, Alex conectó dos homeruns, superando la marca de Sammy Sosa de 609 homeruns, y convirtiéndose en el líder de todos los tiempos en homeruns para un jugador de ascendencia hispana.
En diciembre de 2007, Rodríguez y los Yankees acordaron un contrato de 10 años por $276 millones de dólares. Este contrato fue el mayor en la historia del béisbol (rompiendo su récord anterior de $252 millones de dólares).
Ya para la temporada de 2015 Rodríguez tuvo un gran regreso conectando 33 cuadrangulares y llegando a los 3,000 hits en su carrera con un jonrón hacia el jardín derecho frente a los envíos del pitcher derecho de Detroit Tigers Justin Verlander. Es uno de los jugadores con los números más redondos de la historia habiendo acumulado más de 3000 hits, más de 2000 carreras anotadas, más de 2000 carreras empujadas y más de 690 homeruns.
El domingo 7 de agosto de 2016, Rodríguez anunció su retiro del béisbol en una conferencia de prensa, a pesar de tener contrato vigente para la temporada del 2017, con New York Yankees, Su bajo porcentaje de bateo así como las lesiones lo obligaron a tomar esta decisión.
El 12 de agosto de 2016, Alex Rodríguez jugó su último partido en las Grandes Ligas del béisbol frente a los Tampa Bay Rays, conectando un extra base en la primera entrada. Al finalizar el partido fue despedido por una gran ovación del público y sus compañeros de equipo. No pudo llegar a los 700 jonrones como era su deseo. Terminó su carrera con 696 jonrones siendo, en ese momento, el cuarto jonronero de todos los tiempos detrás de Barry Bonds, Hank Aaron, Babe Ruth. Ahora es el quinto jonronero de todos los tiempos detrás de los ya mencionados y del dominicano Albert Pujols.

## Biografía
Nació en el barrio de Washington Heights de Nueva York proveniente de una familia dominicana. Cuando tenía 1 año, se mudaron a la República Dominicana, luego años más tarde  a Miami, Florida. Los jugadores favoritos de Rodríguez cuando era pequeño eran Keith Hernández primera base de los St Louis Cardinals y de los New York Mets, Dale Murphy, de Atlanta Braves y Cal Ripken, Jr. de Baltimore Orioles. Su equipo favorito eran los New York Mets.

## Carrera

### MLB

#### Seattle Mariners

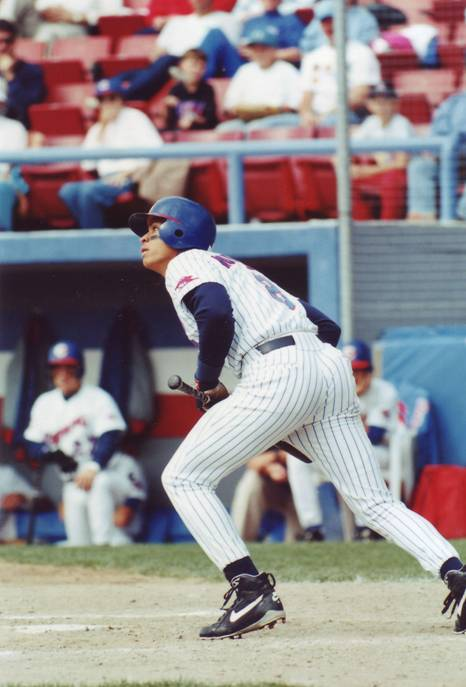
Rodríguez jugando para el equipo de AAA Calgary Cannons en 1994

Fue reclutado en el primer grupo de los Marineros de Seattle en 1993. por Roger Jongewaard quien lo sacó del instituto. En 1994, Rodríguez jugó en la filial AAA de Seattle, Calgary Cannons. En 32 partidos, dio 37 hits en 119 turnos al bate para un promedio de bateo de.311. También compiló seis homeruns y 21 carreras impulsadas. Rodríguez ascendió rápidamente a través de la organización de los Marineros, e hizo su debut en Grandes Ligas como el shortstop titular el 8 de julio de 1994, en Boston a los 18 años de edad. Fue el tercer shortstop de 18 años de edad en jugar en las mayores desde 1900. Además fue el primer beisbolista de 18 años de edad en los últimos diez años, y el jugador más joven de la posición en la historia de Seattle. Su primer gran éxito en las mayores fue un sencillo al lanzador dominicano Sergio Valdez el 9 de julio en el Fenway Park.
La primera campaña de Rodríguez en Grandes Ligas solo duró un mes; la temporada fue interrumpida por la huelga de la Major League Baseball en 1994.
Rodríguez pasó la mayor parte de 1995 entre los Marineros y su club de AAA, los Tacoma Rainiers. Conectó su primer jonrón en las mayores al lanzador Tom Gordon de Kansas City el 12 de junio. Rodríguez se unió al roster oficial de la Liga Mayor de forma permanente en agosto, y tuvo su primer juego de postemporada, aunque en solo dos turnos al bate. Una vez más, fue el jugador más joven en las Grandes Ligas.

##### 1996: Salto al estrellato
Al año siguiente, Rodríguez asumió el puesto regular de torpedero de los Marineros y emergió como una estrella, bateando 36 jonrones, impulsando 123 carreras, y liderando la Liga Americana con un promedio de bateo de.358, el más alto para un bateador derecho de la liga desde que Joe DiMaggio bateó.381 en 1939 y el tercero más alta para un campocorto del 21 años, fue el tercer líder en bateo más joven detrás de Al Kaline (20 años) en 1955 y Ty Cobb (20 años) en 1907, y el 3.er jugador más joven en la historia con 35 jonrones. También fue el primer torpedero de las Grandes Ligas en ganar un título de bateo desde 1960, y el primero en la Liga Americana desde 1944, ya con 20 años y 11 meses, fue el SS más joven en toda la historia de la MLB en participar en un Juego de Estrellas. También lideró la Liga Americana en carreras anotadas (141), bases totales (379) y dobles (54) y figura entre los líderes de la liga en hits (2.º, con 215), hits de extra base (2.º con 91), juegos multi-hit (tercero con 65), slugging (4.º con.631), carreras impulsadas (8.º con 123), y en porcentaje de embasarse (8.º con.414). Rodríguez tuvo el récord más alto para un campocorto en carreras, hits, dobles, hits de extra base, y slugging, y empató en bases más total, y estableció un récord en Seattle en promedio, carreras, hits, dobles y total de bases, en una temporada que los analistas estadísticos consideran el mejor año de todos los tiempos para un SS.
Fue seleccionado por Sporting News y Associated Press como Major League Player of the Year (Jugador de Grandes Ligas del Año), y estuvo a punto de convertirse en el más joven MVP (Jugador Más Valioso) en la historia del béisbol, terminando segundo después de Juan González en una de las elecciones más polémicas para MVP en los últimos tiempos. Rodríguez finalizó con tres puntos menos que González (290-287), siendo la segunda competencia más cerrada para elegir al Jugador Más Valioso en la historia de la MLB.

##### 1997-99
En 1997, los números de Rodríguez cayeron un poco, ya que pegó 23 jonrones con 84 carreras impulsadas y un promedio de bateo de.300 ese año. Bateó un hit for the cycle (dio sencillo, doble, triple y jonrón en el mismo juego) el 5 de junio en Detroit, convirtiéndose en el segundo beisbolista de los Marineros en hacer la hazaña, ya a los 21 años y 10 meses, fue el quinto jugador más joven en la historia en hacerlo. Fue elegido por los fanáticos para ser el campocorto inicial en el Juego de Estrellas para el equipo de la Liga Americana, convirtiéndose en el primero junto a Cal Ripken, Jr. en iniciar en el campocorto en 13 años. Fue el primer Juego de Estrellas como campocorto inicial en su carrera y su segundo en dos años.
Rodríguez se recuperó en 1998, estableciendo un récord de jonrones para un SS en la Liga Americana y convirtiéndose en el tercer miembro del club 40-40, (con 42 HR y 46 BR) y uno de solo tres torpederos en la historia de la MLB en conectar 40 jonrones en una temporada. Su power-speed number (el resultado de la combinación de jonrones con las bases robadas) fue de 43.9, por lo menos hasta 2008, el más alto de todos los tiempos.
Fue seleccionado como Players Choice AL Player of the Year, ganó su 2.º Silver Slugger Award y finalizó en el top 10 en los votos para MVP.
decisión de los jugadores AL jugador del año, ganó su segundo premio Bate de Plata y terminó en el top 10 en la votación del MVP.
En 1999, volvió a batear 42 HR, a pesar de perderse más de 30 juegos por una lesión y jugar la segunda mitad de la temporada en el Safeco Field, un estadio mucho menos amigable para los bateadores que el Kingdome.

##### 2000: última temporada en Seattle
Rodríguez entró en el año 2000 como el jugador más destacado de la franquicia de los Marineros, puesto que había sido ocupado por las superestrellas Randy Johnson y Ken Griffey, Jr.. Rodríguezpuso excelentes números como la superestrella que quedan en el equipo, conectó 41 HR con 132 carreras impulsadas y tuvo un promedio de bateo de.316 . Estableció una marca personal de base por bolas (100) y se convirtió en el único campocorto en tener 100 carreras impulsadas, carreras anotadas y bases por bolas en la misma temporada. Bateó bien en los playoffs (promedio de bateo de.409 y porcentaje de slugging de.773), pero Seattle perdieron ante los Yankees de Nueva York en la Serie de Campeonato de la Liga Americana del 2000.
Fue seleccionado como Major League Player of the Year (Jugador de Grandes Ligas del Año) por la revista Baseball America y terminó tercero en la votación para Jugador Más Valioso de la Baseball Writers Association of America (Asociación de Cronistas de Béisbol de América.

#### Texas Rangers
Rodríguez se convirtió en agente libre después de la temporada del 2000. Finalmente firmó con los Rangers de Texas, que habían caído al último puesto en su división ese año. El contrato que se firmó en ese momento se convirtió en el contrato más lucrativo en la historia del deporte: un acuerdo de 10 años por $252 millones. El acuerdo superó con $63 millones más al segundo más grande.
En un artículo escrito años más tarde en el Daily News, Alex Rodríguez dijo que lamentaba la forma de firmar con los Rangers de Texas y deseó mejor haber firmado con los Mets de Nueva York en lugar de Texas.

##### 2001
El poder de bateo de Rodríguez mejoró bastante con su traslado a Texas. En su primera temporada con los Rangers, Alex produjo una de las temporadas ofensivas más alta nunca vista antes para un campocorto, liderando la Liga Americana con 52 HR, 133 carreras anotadas y 393 bases totales. Se convirtió en el primer jugador desde 1932 con 50 jonrones y 200 hits en una temporada, convirtiéndose en el tercer shortstop en liderar su liga en jonrones, y fue el segundo jugador de la Liga Americana en los últimos 34 temporadas (desde 1968) que lideró la liga en carreras, jonrones y total de bases, y su cifra en total de bases es la de mayor cantidad para un torpedero de Grandes Ligas. Sus 52 jonrones lo convirtió en el sexto más joven en llegar a 50 jonrones y fueron la cifra más alta jamás para un campocorto, superando el récord de Ernie Banks de 47 en 1958, y también la mayor cantidad para un infielder que no sea primera base, rompiendo la marca del tercera base Mike Schmidt de 48 en 1980. Fue su quinta campaña de 30 jonrones, empatando con Banks en cantidad de jonrones nunca antes hecho por un torpedero. También empató en el liderato de la liga en hits de extra base (87) y clasificó tercero en carreras remolcadas (135) y slugging (.622). También fue uno de los líderes de la Liga Americana en hits (4.º con 201), promedio (7.º con 0.318), y en porcentaje de embasarse (8.º con.399). Estableció un récord dentro de los Rangers en jonrones, carreras anotadas, total de bases, y bases por golpe (o deadballs), fue 2.º en hits extra base, y el cuarto total más alto en carreras impulsadas. Lideró el equipo en carreras anotadas, hits, dobles (34), jonrones, carreras impulsadas, slugging y porcentaje de embasarse y fue segundo en bases por bolas (75), bases robadas (18). Rodríguez comenzó 161 partidos en el campocorto y uno como bateador designado, el único jugador de Grandes Ligas en iniciar todos los juegos de su equipo en 2001.

##### 2002
Siguió destacándose en las mayores con 57 HR, 142 carreras impulsadas y un total de bases de 389 en 2002, convirtiéndose en el primer jugador en encabezar las tres categorías en las Grandes Ligas desde 1984. Sus nueve jonrones en abril igualaron la marca del equipo que fue compartida (hasta 2008) con Iván Rodríguez (2000), Carl Everett (2003), e Ian Kinsler (2007).Ese año, Rodríguez ganó su primer Guante de Oro, otorgado por su excelente defensa. Sus 109 jonrones entre 2001 y 2002 fueron los mayores para un bateador derecho de la Liga Americana en temporadas consecutivas. Sin embargo, los Rangers terminaron últimos en la División Oeste de la liga en ambos años, lo que probablemente le constó a Rodríguez no ganar el premio MVP en 2002, cuando terminó segundo después de su compatriota el torpedero Miguel Tejada.

##### 2003: Primer MVP
En 2003, su última temporada con Texas, Rodríguez lideró la Liga Americana en jonrones, carreras anotadas, slugging y porcentaje, y ganó su segundo Guante de Oro de manera consecutiva. También lideró la liga en el menor número de turnos al bate por jonrón (12,9) y se convirtió en el jugador más joven en conectar 300 cuadrangulares.
Después de haber quedado cinco veces entre los 10 primeros en la votación al Jugador Más Valioso de la Liga Americana de 1996 y 2002, Rodríguez finalmente ganó su primer trofeo de MVP. A-Rod, dos veces subcampeón en la votación de la Baseball Writers Association of America (Asociación de Escritores de Béisbol de América), se unió el jardinero Andre Dawson de los Cachorros de Chicago como los únicos beisbolistas que juegan en equipos que quedan en último lugar, y aun así ganan el premio.
Después de la temporada de 2003, Texas se dispuso a cambiar a Rodríguez y su costoso contrato. Los Rangers inicialmente acordaron un canje con los Medias Rojas de Boston, pero la MLBPA (Major League Baseball Players Association) vetó el acuerdo, ya que pidió una reducción voluntaria del salario de Rodríguez. A pesar de no haber llegado a un acuerdo con los Medias Rojas, los Rangers lo nombraron capitán del equipo durante esa temporada. Esta designación no duró mucho, sin embargo, los Yankees de Nueva York habían prestado atención a la repentina disponibilidad de Rodríguez.
El 7 de febrero de 2009, Sports Illustrated informó que Alex Rodríguez dio positivo por esteroides anabolizantes, testosterona y Primobolan en 2003. El nombre de Rodríguez aparece en una lista de 104 jugadores de Grandes Ligas (de un total de 1200 examinados), que resultaron positivos en uso de drogas que mejoran el rendimiento. El informe fue elaborado como parte de la Major League Baseball's 2003 survey (inspección de 2003 de las Grandes Ligas de Béisbol) para ver si podría ser necesario un programa obligatorio para pruebas de drogas al azar. En ese momento, no hubo sanción o castigo por una prueba positiva de esteroides. Rodríguez no respondió de inmediato a las acusaciones. Dos días después de los alegatos, Rodríguez admitió que el uso de esteroides a partir de 2001 hasta el año 2003, alegando que había dejado de usar esas sustancias después del spring training de ese año.

#### New York Yankees
El tercera base de los Yanquis Aaron Boone sufrió una lesión en la rodilla mientras jugaba un partido de baloncesto que lo marginó de toda la temporada 2004, dejando un vacío en la tercera base.
El 15 de febrero de 2004, los Rangers negociaron a Rodríguez con los Yanquis de Nueva York por el segunda base dominicano Alfonso Soriano y un jugador a ser nombrado más tarde (Joaquín Arias fue enviado a los Rangers el 24 de marzo). Los Rangers también acordaron pagar US $67 millones de los 179 millones de dólares restantes en el contrato de Rodríguez. Alex Rodríguez accedió a cambiar de posición de shortstop a la tercera base, allanando el camino para la negociación, porque el popular Derek Jeter ya había sido puesto en el campocorto. Rodríguez también tuvo que cambiar el número de uniforme, del 3 al 13, porque el número 3 ya había sido retirado por los Yankees en honor de Babe Ruth.

##### 2004: primera temporada con los Yankees
En su primera temporada con los Yanquis, Rodríguez bateó .286 con 36 jonrones, 106 carreras impulsadas, 112 carreras anotadas y 28 bases robadas. Se convirtió en uno de los tres únicos jugadores en la historia de las Grandes Ligas en elaborar al menos 35 jonrones, 100 carreras anotadas y 100 carreras impulsadas en siete temporadas consecutivas, uniéndose a los Salones de la Fama Babe Ruth y Jimmie Foxx. Las 112 carreras marcadas en nueve temporadas consecutivas en la que anotó por lo menos 100 carreras, la racha más larga en las Grandes Ligas desde que Hank Aaron lo hizo en 13 temporadas consecutivas desde 1955 hasta 1967, y el más largo de la Liga Americana desde que Mickey Mantle también lo hizo en nueve temporadas consecutivas desde 1953 a 1961. Durante la temporada de 2004, también se convirtió en el jugador más joven en alcanzar la marca de 350 HR y el tercer más joven en llegar a 1000 carreras impulsadas. Fue elegido para formar parte del equipo de la Liga Americana en el Juego de Estrellas de 2004, la octavo vez de su carrera y la primera como tercera base. El 24 de julio de 2004, después de ser golpeado por un lanzamiento, Rodríguez y el receptor de los Medias Rojas de Boston Jason Varitek se enfrentaron, dando lugar a una pelea entre ambos equipos. En la defensa, tuvo el factor de rango más bajo entre los terceras base de la Liga Americana (2.39) en su primer año en la posición. Terminó 14 en la votación para el premio al Jugador Más Valioso.
En la Serie Divisional de 2004, Rodríguez fue un bateador dominante contra los Mellizos de Minnesota, bateando.421 y slugging de.737. Después de ganar la serie, la primera temporada de Rodríguez con los Yankees culminó en una dramática serie de playoffs contra el equipo para el que él casi terminaba jugando: los rivales de los Yankees, los Medias Rojas de Boston. En esa serie igualó el récord de postemporada de un solo juego con cinco carreras anotadas en el 3.er juego en Boston.
Una de las jugadas más polémicas de la carrera de Rodríguez se produjo en el 6.º juego de la Serie de Campeonato de la Liga Americana de 2004. Con un out y Derek Jeter en la primera base en la parte baja de la octava entrada, Rodríguez pegó un rodado lento entre el montículo del lanzador y la línea de primera base. El lanzador de los Medias Rojas Bronson Arroyo, fildeo la bola y corrió hacia Rodríguez para aplicar una persecución. Como Arroyo llegó hacia él, Rodríguez dio un manotazo con su guantilla, golpeando la pelota. Cuando la pelota rodó, Jeter anotó hasta el final desde la primera base y Rodríguez avanzó a segunda, inicialmente se había pensado que fue un error de Arroyo. Sin embargo, los árbitros rápidamente se reunieron, entonces, declararon que Rodríguez fue puesto out por interferencia. Jeter fue enviado de vuelta a la primera base, anulando la carrera.

##### 2005: Segundo MVP
En 2005, Rodríguez bateó.321, líder en la Liga Americana con 124 carreras y 48 jonrones mientras impulsaba 130 carreras. Se convirtió en el primer Yanqui en ganar el título de jonrón de la Liga Americana desde Reggie Jackson (41) en 1980. También se convirtió en uno de los dos únicos jugadores en la historia de las Grandes Ligas en conectar al menos 35 jonrones, 100 carreras y 100 carreras impulsadas en ocho temporadas consecutivas (Jimmie Foxx logró la hazaña en nueve temporadas consecutivas de 1932 hasta 1940). Rodríguez estableció el récord de la franquicia de más jonrones en una sola temporada para un bateador derecho (rompió la marca de Joe DiMaggio de 46 en 1937). Su 47 jonrón en la posición de tercera base en una sola temporada récord de la Liga Americana. Alex bateó 26 jonrones en el Yankee Stadium en 2005, estableciendo el récord del conjunto de una temporada para bateadores derechos (anteriormente en manos de DiMaggio en 1937 y Gary Sheffield en 2004). El 8 de junio, a los 29 años, se convirtió en el jugador más joven en la historia de Grandes Ligas en alcanzar la marca de 400 jonrones. También fue la décima temporada consecutiva en la que anotó al menos 100 carreras. En la defensa, sin embargo, tenía el factor de rango más bajo de la liga para la segunda temporada consecutiva (2,62).
Una buena racha ofensiva llegó el 26 de abril, cuando Rodríguez bateó tres HR al lanzador de los Angelinos Bartolo Colón y remolcó 10 carreras. Las 10 carreras impulsadas fueron la mayor cantidad por un yankee desde que Tony Lazzeri estableció el récord de la Liga Americana con 11 en 1936. Rodríguez ganó su segundo premio como el Jugador Más Valioso en tres temporadas.
Se convirtió en el quinto jugador en ganar un premio MVP con dos equipos diferentes, uniéndose a Mickey Cochrane, Jimmie Foxx, Frank Robinson y Barry Bonds. Rodríguez también fue nombrado el campocorto de las Grandes Ligas de Béisbol en el Latino Legends Team (Equipo de Leyendas Latinas) en 2005.

##### 2006
Rodríguez volvió a ser un All-Star en 2006, y fue cuarto en la liga en carreras impulsadas (121), quinto en carreras anotadas (113), octavo en jonrones (35) y bases por bolas (90), y 9 en porcentaje de embasarse (.392). También encabezó a todos los antesalistas de la Liga Americana en errores con 24, y tuvo el menor porcentaje en fildeo (.937) y - para la tercera temporada consecutiva - factor de rango más bajo entre ellos (2.50). El hit número 2000 de Rodríguez el 21 de julio de 2006, también fue su jonrón número 450. A seis días de su cumpleaños 31, Rodríguez se convirtió en el jugador más joven en la historia del béisbol al llegar a 450 jonrones (superando a Ken Griffey, Jr. por 267 días). También se convirtió en el octavo en llegar a 2,000 hits antes de cumplir 31. Ty Cobb llegó a la marca a los 29, mientras que Rogers Hornsby, Mel Ott, Hank Aaron, Joe Medwick, Jimmie Foxx y Robin Yount todos lograron sus 2,000 hits a los 30 años. Todos los 7 jugadores son miembros del Salón de la Fama del béisbol. Rodríguez también se convirtió en el segundo jugador en la historia de las Grandes Ligas en tener al menos 35 jonrones, 100 carreras y 100 carreras impulsadas en nueve temporadas consecutivas uniéndose a Jimmie Foxx. Alex estableció el récord de 11 temporadas consecutivas con más de 100 carreras anotadas, la racha más larga en la historia de la Liga Americana desde que Lou Gehrig lo hizo en 13 temporadas consecutivas (1926-38). A pesar de este éxito, fue una de sus temporadas más pobres y fue duramente criticado durante toda la temporada. Él ha declarado que 2006 fue su temporada más difícil como profesional. Antes de la temporada Rodríguez optó por jugar para el equipo de EE. UU. en el Clásico Mundial de Béisbol.

##### 2007: Tercer MVP

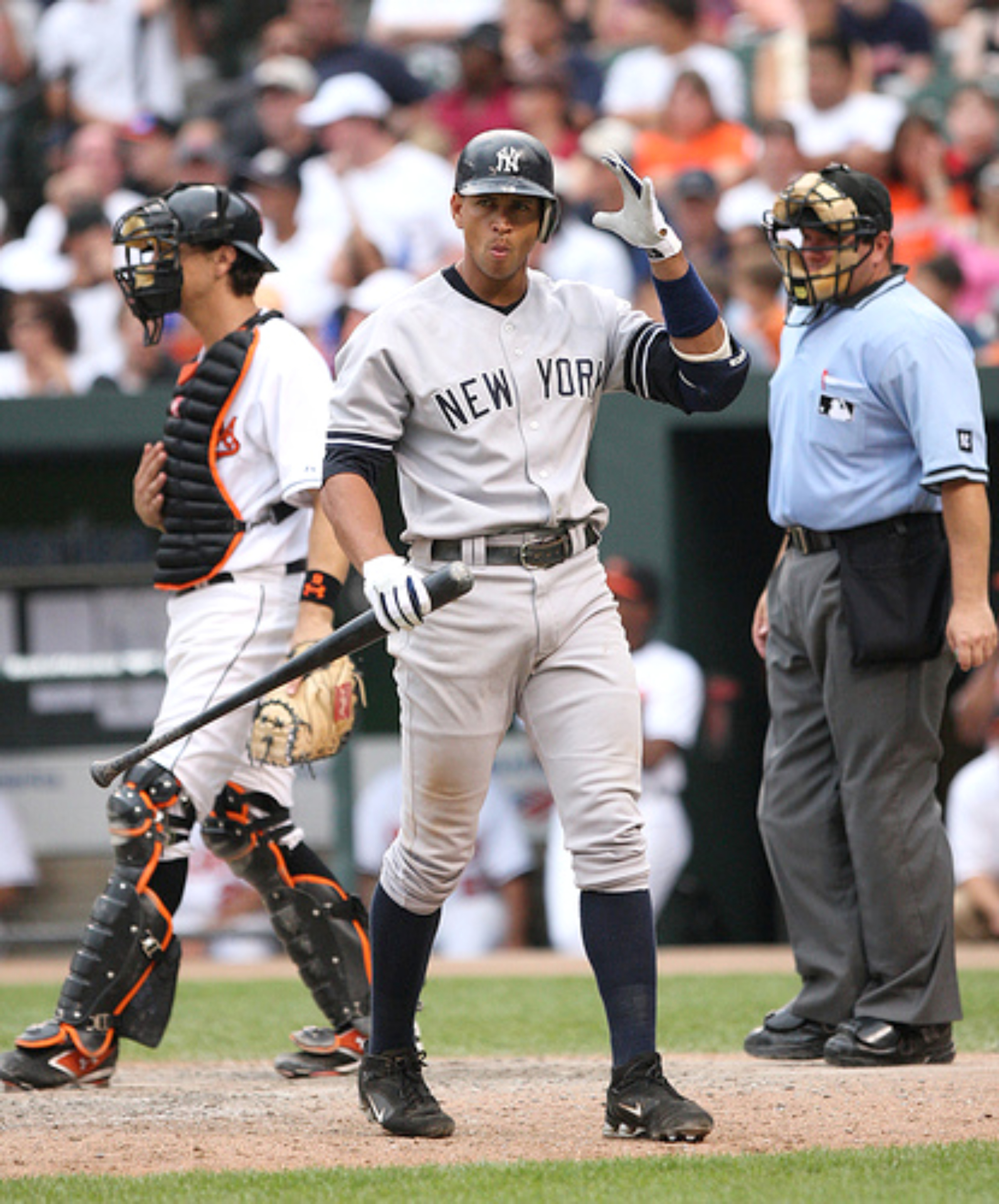
Alex Rodríguez durante el partido contra los Orioles de Baltimore, domingo 29 de julio de 2007 en el Camden Yards en Baltimore.

Con la temporada de 2007 llegó una nueva actitud. Rodríguez se reportó al campamento más ligero, después de haber reducido su grasa corporal del 16% del año anterior al 9%. Este hecho salió a la luz en un sketch filmado durante un spring training en el programa Late Night with David Letterman, donde apareció Alex sin camisa siendo frotado con bronceador. Rodríguez reveló a la prensa que él y Derek Jeter no eran amigos cercanos. También redujo su patada alta en el plato, aumentando su velocidad con el bate, haciéndolo menos propensos a poncharse y un bateador más peligroso.
En el cuarto juego de la temporada de los Yankees, Rodríguez bateó dos jonrones contra los Orioles de Baltimore en el Yankee Stadium, incluyendo el 14 grand slam de su carrera para terminar el juego. La caminata de cierre (walk-off home run) del grand slam fue el tercero de su carrera, empatando la marca de Grandes Ligas para el grand slams de cierre con Vern Stephens y Cy Williams. Rodríguez también comenzó la temporada convirtiéndose en el noveno jugador de Grandes Ligas y el primero de los Yankees en conectar seis jonrones en los primeros siete partidos de la temporada. Rodríguez también se convirtió en el primer yankee que conectó siete jonrones en los primeros diez juegos de la temporada.
El 19 de abril, los Yanquis vinieron de atrás para derrotar a los Indios de Cleveland 8-6 al Rodríguez batear un jonrón. Un locutor de radio de la WCBS señaló que Rodríguez tuvo un mejor estado de ánimo, y los fanáticos lo estaban empezando a aceptar más después de sus dos jonrones. El 23 de abril, Rodríguez se convirtió en el primer jugador en la historia de las ligas mayores en batear 14 jonrones en un lapso de 18 partidos, y empató el récord de Grandes Ligas de más jonrones en abril. Su total de 34 carreras remolcadas en abril estuvo a solo 1 del récord que hizo el puertorriqueño Juan González. El 24 de abril, la racha de Rodríguez de 23 juegos bateando llegó a su fin. En un partido contra los Azulejos de Toronto el 30 de mayo, Rodríguez provocó controversia cuando le gritó durante un juego de rutina al infielder Howie Clark mientras este intentaba aparar un fly, Clark dejó caer el fly costándole 3 carreras a los Azulejos. Los Yankees ganaron el juego 10-5.
El 12 de junio, Rodríguez conectó un jonrón contra los Diamondbacks de Arizona que afectó a la parte frontal de la cubierta superior en el jardín izquierdo. El jonrón fue el 25 de la temporada para A-Rod en solo 63 juegos. Superó su propia marca establecida en la temporada 2006, en la que a Rodríguez le tomó 113 partidos para llegar a 25.
El 12 de julio, Rodríguez conectó su jonrón 150 con el uniforme de los Yankees. Esto lo convirtió en el primer jugador en la historia de las Grandes Ligas en dar 150 jonrones para tres equipos diferentes. También es el tercer jugador en batear al menos 100 jonrones para tres equipos, Reggie Jackson y Darrell Evans son los otros dos.
El 4 de agosto, Rodríguez bateó su jonrón 500 contra el lanzador Kyle Davies de los Reales de Kansas City. Esto hizo que Alex se convirtiera en el jugador más joven en alcanzar los 500 jonrones (32 años, 8 días). Además el segundo yankee que alcanza el número 500; el primero fue Mickey Mantle el 14 de mayo de 1967 contra Stu Miller.
El 5 de septiembre, por primera vez en su carrera, Rodríguez conectó dos jonrones en un inning contra los Marineros de Seattle. El 23 de septiembre, New York informó que Rodríguez participó en un acuerdo para un nuevo contrato con los Cachorros de Chicago, que incluiría parte de la propiedad del equipo. Su agente, sin embargo, informó a ESPN que esto era falso.
El 25 de septiembre, Rodríguez se convirtió en el quinto jugador en la historia de las Grandes Ligas en registrar una racha de 50 jonrones, 150 carreras impulsadas esa temporada, cuando bateó un grand slam. Derek Jeter fue uno de los primeros de sus compañeros en felicitarlo.

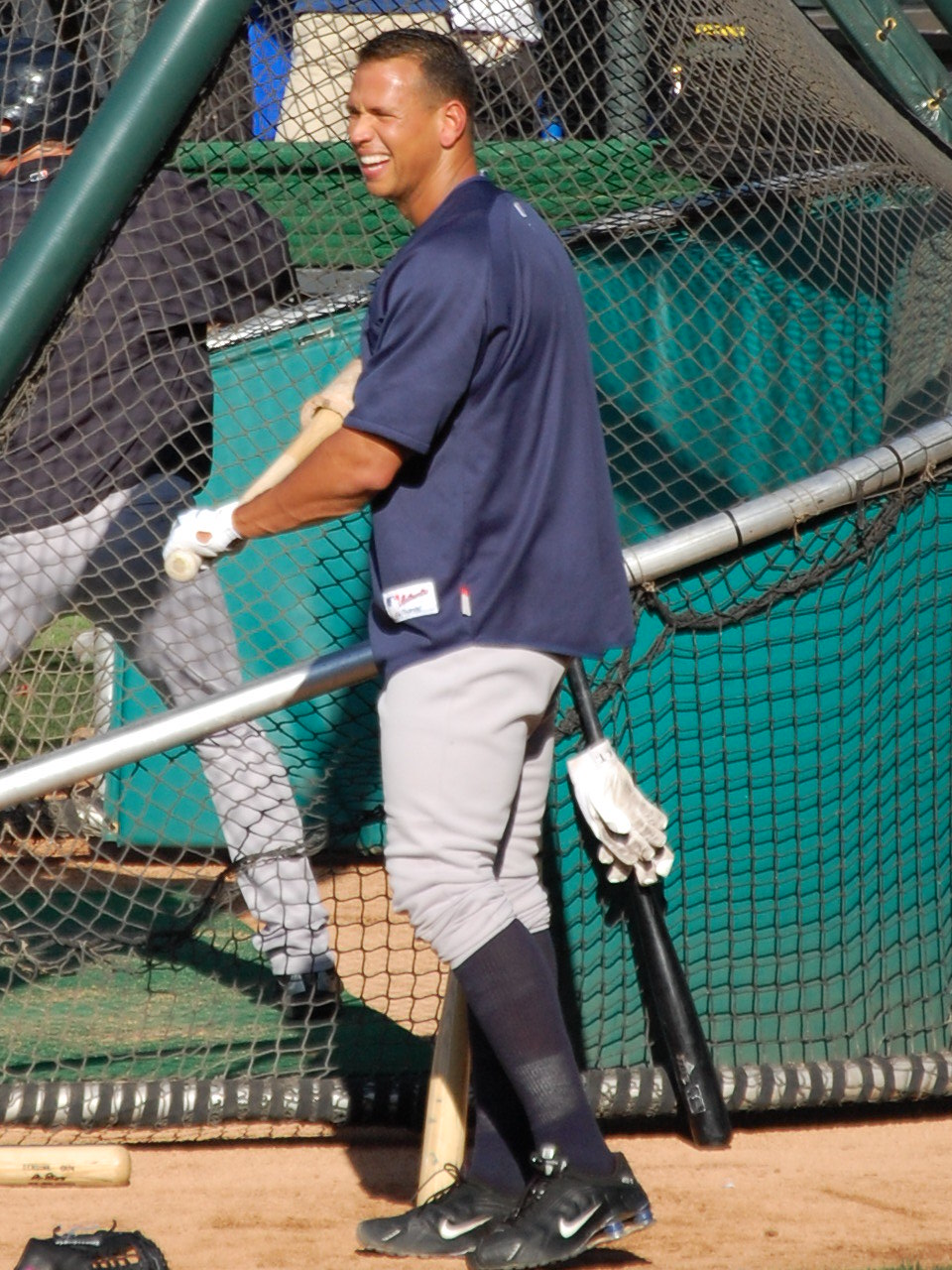
Rodríguez en la práctica de bateo antes del juego entre los Yanquis de Nueva York y los Rockies de Colorado

En 2007, Rodríguez se convirtió en el primer jugador en la historia de las Grandes Ligas en tener al menos 35 jonrones, 100 carreras y 100 carreras impulsadas en 10 temporadas consecutivas, superando a Jimmie Foxx (9 temporadas consecutivas). Lideró la Liga Americana en jonrones (54), carreras impulsadas (156), slugging (.645), OPS (1.067), total de bases (376), y times on base (299), y fue segundo en base por golpe (o hit by pitch) ( 21), hits de extra base (85), y turnos al bate por jonrón (10.8), cuarto en porcentaje de embase (.422) y flies de sacrificio (9), séptimo en bases por bolas (95) y apariciones en el plato (708), 8 en bases por bolas intencionales (11), y 9.º en partidos jugados (158).
El 24 de octubre, Rodríguez ganó el Players Choice Award por Outstanding AL Player (Jugador Sobresaliente de la Liga Americana). El 27 de octubre, ganó el Players Choice Award por Jugador del Año. También ganó el premio bate de plata de 2007 de su posición.
El 19 de noviembre de 2007, Rodríguez fue nombrado el Jugador Más Valioso Liga Americana por tercera vez en su carrera, recibiendo 26 votos de primer lugar de un máximo de 28.
La temporada 2007 marcó el final del contrato de 10 años por 252 millones de dólares de Rodríguez antes de que fuera elegido, convirtiéndose otra vez en agente libre. Rodríguez había afirmado en varias ocasiones durante la temporada 2007 que le gustaría seguir siendo un Yankee el resto de su carrera. El 28 de octubre de 2007, el agente de Rodríguez, Scott Boras, anunció que no renovaría su contrato con los Yankees  citando que él "no estaba seguro de la futura composición" del equipo. Recibió una gran cantidad de críticas por parte de los fanáticos y escritores por igual, no solo por la intención de dejar los Yankees, sino también por no haberse reunido con la gerencia de los Yankees antes de hacerlo. Fue criticado más por el momento de su declaración, durante la octava entrada del cuarto partido de la Serie Mundial, cuando los Medias Rojas de Boston le estaban ganando a los Rockies de Colorado. Después de darse cuenta de que la situación no se manejó muy bien, Rodríguez contactó directamente con la gerencia de los Yankees, pasando por alto a Boras. Posteriormente, Rodríguez emitió un comunicado en su página web, diciendo que deseaba quedarse con los Yankees. El 15 de noviembre de 2007, los Yanquis de Nueva York y Rodríguez llegaron a un acuerdo de 10 años y $275 000 000, jugando hasta que cumpla 42 años de edad. El contrato, finalizado el 13 de diciembre incluye varios incentivos multimillonarios.

##### 2008

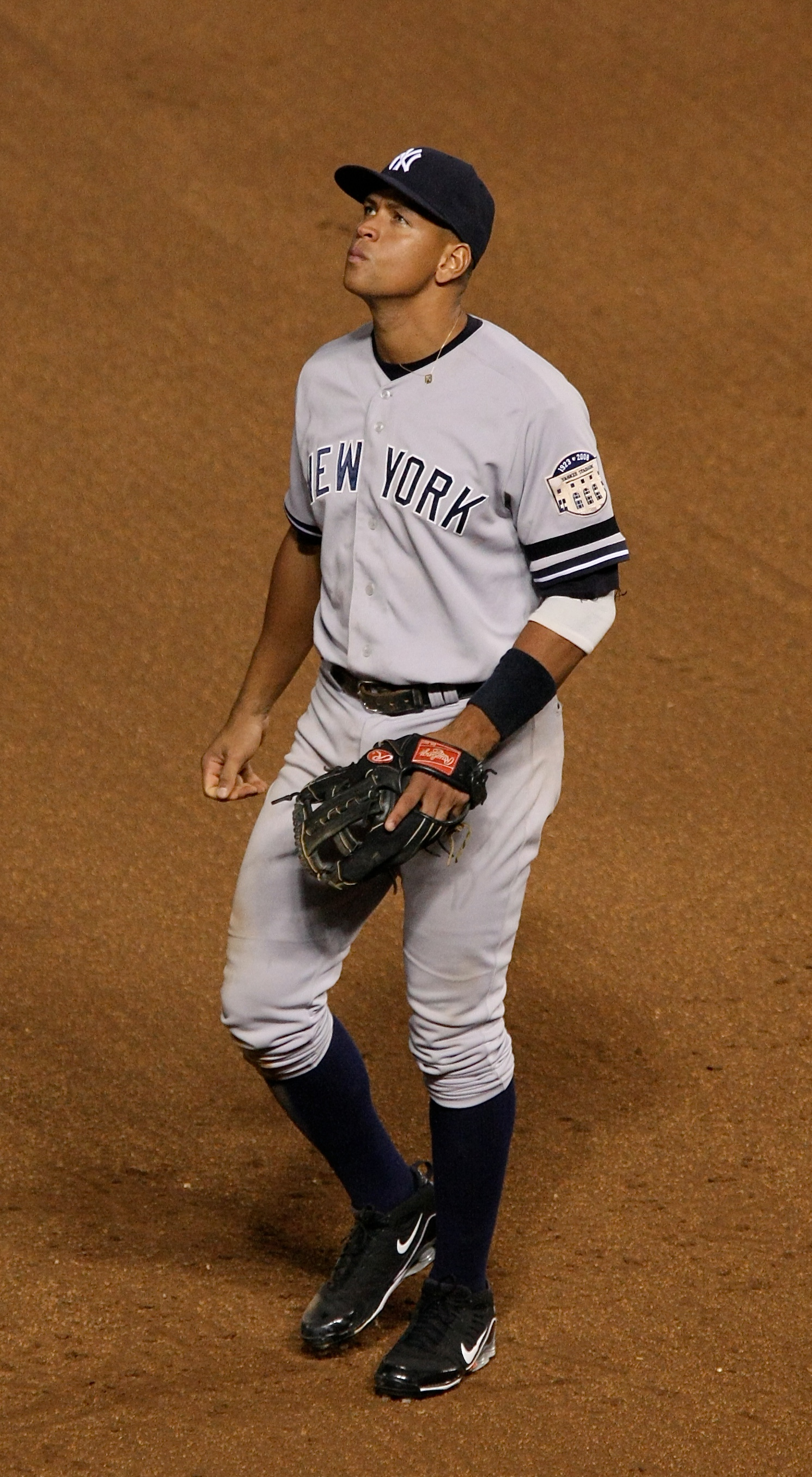
A-Rod fildeando un fly en agosto de 2008. Si bien es cierto que sus cualidades ofensivas opacan la labor que realiza con su guante no es menos cierto que es también un gran jugador defensivo

El 3 de septiembre, en un juego contra los Rays de Tampa Bay, Rodríguez conectó su jonrón 549. El mánager opositor objetó que la pelota se fue de foul, y por primera vez en la historia de Grandes Ligas, la repetición instantánea se utilizó para revisar la jugada y defender la decisión de la árbitros. Fue uno de cuatro bateadores en la Liga Americana en hacer por lo menos 18 jonrones y 18 bases robadas en 2007 y 2008, junto con Torii Hunter, Ian Kinsler, y Grady Sizemore. Rodríguez bateó un jonrón por cada 14.6 turnos al bate en el 2008, la segunda mejor proporción en el equipo detrás de Jason Giambi.

##### 2009: Primer título de Serie Mundial
Rodríguez fue a representar a la República Dominicana antes de la temporada 2009 en el Clásico Mundial de Béisbol 2009, pero se vio obligado a retirarse cuando una resonancia magnética reveló un quiste en su cadera derecha. Cuando fue a que le drenaran el quiste, se descubrió que también sufría de una lesión en la misma cadera. Rodríguez optó por someterse a un procedimiento artroscópico con un período de recuperación de seis a nueve semanas, en lugar del habitual de tres a cuatro meses. Aunque el procedimiento le permita hacerlo a través de la temporada sin ningún tipo de complicaciones, requerirá una segunda, más una cirugía extensa en la temporada baja.
Después de perderse el spring training y el primer mes de la temporada, Rodríguez regresó a los Yankees el 8 de mayo contra los Baltimore Orioles y rápidamente conectó un jonrón de tres carreras en el primer lanzamiento de su primer turno al bate. El equipo tenía un récord de 13-15 en ausencia de Rodríguez, pero su regreso fortaleció el conjunto. Rodríguez también proporcionó algunos actos heroicos al final del partido. El 16 de mayo, sus dos carreras por jonrón solitario en la parte inferior de la undécima entrada dio a los Yankees un 6 por 4 sobre los  Minnesota Twins. Una semana más tarde, conectó un cuadrangular solitario para empatar el juego en la parte baja de la novena al cerrador de los Philadelphia Phillies Brad Lidge, en un juego que los Yankees ganaron 5-4.
A principios de junio, los Yankees subieron al primer lugar en el Este de la Liga Americana. La suerte cambió a finales de mes, cuando Rodríguez cayó en una depresión que dio al traste con su promedio de bateo y los Yankees bajaron al segundo lugar. El 23 de junio, Rodríguez se convirtió en el octavo jugador activo en llegar a 8,000 turnos al bate en la séptima entrada del partido de los Yankees contra los Bravos. El 25 de junio, Rodríguez conectó el jonrón 563 de su carrera, empatando con Reggie Jackson en el puesto 11 en el lista de jonrones de todos los tiempos, frente al lanzador abridor de los Bravos de Atlanta Derek Lowe. El 26 de junio, Rodríguez superó a Jackson en la lista de jonrones de todos los tiempos, contra los Mets de Nueva York en la Serie del Subway, y en contra los Ángeles de Anaheim el 11 de julio, Rodríguez destronó a Rafael Palmeiro de la 10.ª posición, fue su jonrón 65 contra Anaheim, el mayor número para cualquier jugador activo contra un adversario.

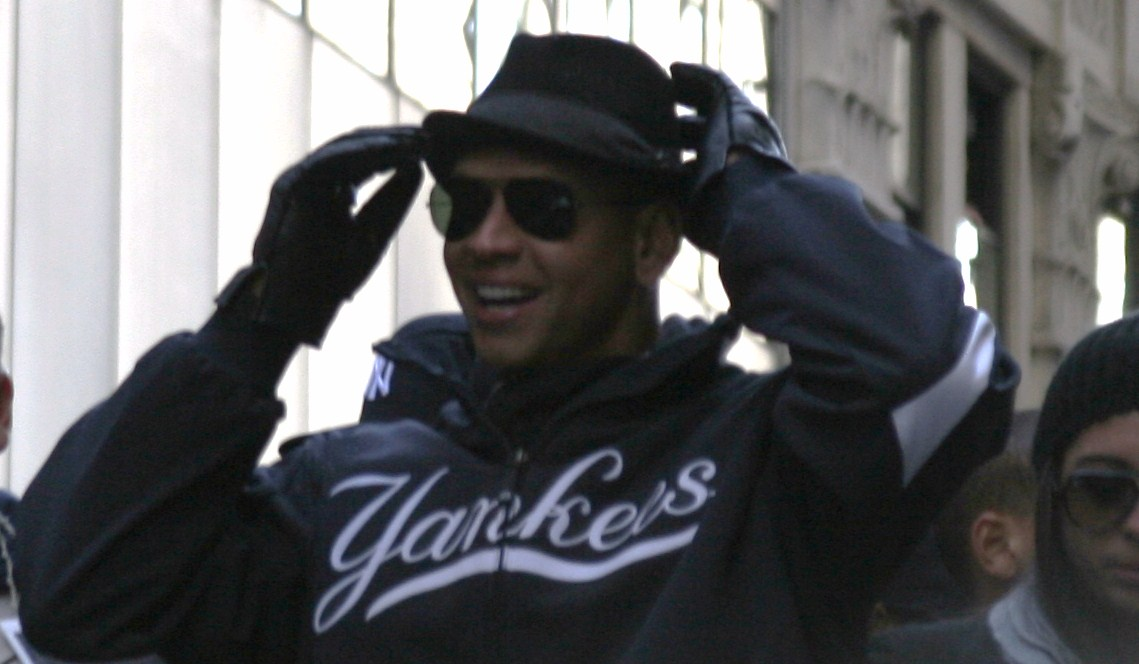
A-Rod durante la parada de los Yankees celebrando la victoria en la Serie Mundial de 2009

El 4 de octubre de 2009, durante el último partido de la temporada, Rodríguez bateó dos jonrones en la sexta entrada que remolcó siete carreras, estableciendo un récord en la Liga Americana de más carreras impulsadas por un bateador en una sola entrada, y dándole su 12 temporada consecutiva, 13 en general, de llegar a 30 jonrones y 100 remolcadas, rompiendo un empate con Manny Ramírez, Babe Ruth y Jimmie Foxx para ser el mayor en la historia de las Grandes Ligas.
Remontándose al Juego 4 de la Serie de Campeonato de la Liga Americana de 2004, Rodríguez había llegado a batear con 38 corredores en base en un lapso de 61 turnos al bate en postemporada. Dejando varados cada uno de ellos, se fue de 0 pore 29 con corredores en base. Pero en el primer partido de la Serie Divisional de 2009 contra los Minnesota Twins, A-Rod produjo dos sencillos, ambos con dos outs, y en el Juego 2, conectó un sencillo productor en la sexta, y conectó un jonrón para empatar el partido contra el taponero Joe Nathan en la parte baja de la novena entrada. En el Juego 3 pegó un jonrón para empatar el partido. En la Serie de Campeonato, Rodríguez conectó su tercer jonrón para empatar el partido de la postemporada en el Juego 2 en la parte inferior de la 11.ª entrada contra Brian Fuentes. Para la serie, bateó 9-21 (.429) con tres jonrones y seis carreras impulsadas. En el Juego 3 de la Serie Mundial, Rodríguez conectó lo que parecía ser un doble desde una cámara en lo alto de la pared del outfield, pero después de una protesta del mánager de los Yankees Joe Girardi, el batazó fue revisado y declarado jonrón. El éxito de postemporada de Rodríguez continuó en el Juego 4 de la Serie Mundial, mientras remolcaba la carrera de la ventaja con dos outs en la novena entrada contra el cerrador Brad Lidge. Los Yankees llegaron a ganar el partido 7-4. A pesar de una actuación de 2-4 con tres remolcadas en el Juego 5, los Yankees perdieron 8-6 de manera forzada para volver a El Bronx en el Juego 6. Rodríguez se fue de 1-2 con dos bases por bolas y anotó dos carreras, los Yankees vencieron a los Filis 7-3 para su 27.º campeonato de Serie Mundial, el primero en la carrera de Rodríguez.

##### 2010
El 4 de agosto de 2010, en el aniversario de 3 años de su jonrón 500, Rodríguez se convirtió en el séptimo jugador en la historia de las Grandes Ligas en llegar a los 600 jonrones, alcanzando el número 600 contra Shaun Marcum de los Azulejos de Toronto, convirtiéndose en el jugador más joven en hacerlo a los 35 años y 8 días de edad. El 6 de septiembre llegó a las 100 carreras impulsadas, 14 veces en llegar a la marca, el mayor récord que cualquier otro jugador en la historia del béisbol. El 29 de septiembre bateó su jonrón 30 de la temporada, registrando su récord de Grandes Ligas de 13 años consecutivos en dar 30 jonrones y 100 remolcadas, rompiendo un empate con Jimmie Foxx, quien tuvo 12 temporadas.

##### 2011
En 2011, Rodríguez bateó para .295 con 13 jonrones y 52 carreras impulsadas antes de la pausa por el Juego de Estrellas. A pesar de haber tenido una buena producción, Rodríguez sufrió la racha más larga de su carrera en batear pocos jonrones, conectando uno en cada 85 turnos al bate. Aunque fue elegido para el Juego de Estrellas, Rodríguez optó por hacerse una cirugía artroscópica en la rodilla para reparar un menisco desgarrado que menguó su poder, y fue colocado en la lista de lesionados.
Rodríguez regresó a los Yankees el 21 de agosto, jugando la tercera base contra los Mellizos de Minnesota, se fue de 4-0. Sufrió otra lesión en un pulgar al intentar hacer una jugada en el partido. Volvió a los Yankees el 25 de agosto, yéndose de 4-2 con dos sencillos en la victoria de los Yanquis sobre los Atléticos de Oakland. El 26 de agosto, A-Rod conectó su primer jonrón desde que salió de la lista de lesionados, un toletazo contra el lanzador de los Orioles de Baltimore Tommy Hunter. Concluyó la temporada con 16 jonrones y 62 remolcadas en 99 partidos, terminando su racha de récord de Grandes Ligas de 13 temporadas consecutivas de 30 jonrones y 100 remolcadas.

##### 2012
Rodríguez bateó el grand slam número 23 de su carrera contra el relevista de los Bravos de Atlanta Jonny Venters el 12 de junio de 2012, empatando con Lou Gehrig como el mayor bateador de grand slams en la historia de las Grandes Ligas. En una derrota como visitantes frente a los Marineros de Seattle, Rodríguez fue golpeado en la mano durante el octavo inning por el abridor de Seattle Félix Hernández. La lesión fue descrita como una fractura no desplazada. Rodríguez fue colocado en la lista de lesionados. Anteriormente en el mismo juego, Hernández ponchó a Rodríguez en la sexta entrada, por lo que Rodríguez se convirtió en el quinto jugador en registrar 2,000 ponches de por vida en la historia de las Grandes Ligas.
Durante la postemporada de 2012, Rodríguez fue sustituido ofensivamente con frecuencia y no tuvo turnos varias veces. Bateó 3 veces de 25 en general, y se fue de 18 0 con 12 ponches contra lanzadores derechos.

##### 2013: Lesión
El 16 de enero de 2013, Rodríguez se sometió a una cirugía en la misma cadera que tenía desde hace cuatro años, aunque esta vez el procedimiento fue más complicado que antes. Rodríguez comenzó la temporada 2013 en la lista de reservas lesionados durante sesenta días.
El Miami New Times informó en enero de 2013 que Rodríguez recibió sustancias dopantes de una clínica médica en Miami durante su tiempo con los Yankees. El Daily News informó que se espera que la lesión de Rodríguez ponga fin a su carrera.
Casi cinco meses después de su recuperación, Rodríguez hizo una publicación en Twitter, afirmando que sus médicos le dieron autorización para reanudar las actividades de béisbol. Sin embargo, Brian Cashman, el gerente general de los Yankees, no estuvo complacido con los comentarios de Rodríguez, alegando que los médicos no le dieron tanta autoridad para darlo de alta después de buscar una segunda opinión con ellos.
El 2 de julio, Rodríguez fue enviado a las ligas menores para comenzar su asignación de rehabilitación. El 20 de julio, Rodríguez sufrió una distensión en el cuádriceps de primer grado durante su asignación de rehabilitación. La oficina principal de los Yankees expresó más consternación con Rodríguez después de que surgió su nueva lesión, y en un momento, el presidente del equipo de los Yankees, Randy Levine, tuvo una conversación privada con el médico que realizó la cirugía de cadera de Rodríguez en enero pasado, y comentó que si Rodríguez nunca vio el campo de nuevo, él estaría bien con eso.
Rodríguez finalmente regresó a las Grandes Ligas el 5 de agosto. El mismo día, la liga anunció que Rodríguez sería suspendido por su papel en el escándalo de la biogénesis, pero la suspensión no entró en vigor, a la espera de una apelación.
El 18 de agosto, Rodríguez fue golpeado por un lanzamiento de Ryan Dempster frente a una multitud llena en el Fenway Park. El árbitro Brian O'Nora advirtió a ambos equipos y descalificó a Girardi. Más adelante en el juego, Rodríguez conectó un jonrón ante Dempster que viajó 447 pies hacia el centro derecho. Más tarde, Dempster sería suspendido cinco juegos después de que la liga considerara que su golpe sobre Rodríguez fue intencional. El 20 de septiembre, Rodríguez conectó el vigésimo cuarto Grand Slam de su carrera, superando a Lou Gehrig con la mayor cantidad de Grand Slam de todos los tiempos.

##### 2014: Sanción por dopaje
Por lo anterior Alex Rodríguez estuvo suspendido la temporada de 2014 en relación con el uso de sustancias dopantes.

##### 2015: Regreso
Ya para la temporada de 2015 Rodríguez tuvo un gran regreso conectando 33 cuadrangulares y llegando a los 3,000 hits en su carrera con un jonrón hacia el jardín derecho frente a los envíos del pitcher derecho de Detroit Tigers Justin Verlander.

##### 2016: Retirada
El 7 de agosto de 2016, Rodríguez anunció su retiro del béisbol en una conferencia de prensa, a pesar de tener contrato vigente para la temporada del 2017, con New York Yankees. Su bajo porcentaje de bateo así como las lesiones lo obligaron a tomar esta decisión.
El viernes 12 de agosto de 2016, Alex Rodríguez jugó su último partido en las Grandes Ligas del béisbol Frente a los Tampa Bay Rays, conectando un extra base en la primera entrada. Al finalizar el partido fue despedido por una gran ovación del público y sus compañeros de equipo. No pudo llegar a los 700 jonrones como era su deseo. Terminó su carrera con 696 jonrones siendo el quinto jonronero de todos los tiempos detrás de Barry Bonds, Hank Aaron, Babe Ruth, y de Albert Pujols.

## Estadísticas de su carrera en la MLB
|  | Denota temporadas en las que fue Campeón de la MLB |
|  | Líder de la liga                                   |

### Temporada regular
| Año      | Equipo     | J     | AB     | R     | H     | 2B  | 3B | HR  | RBI   | BB    | K     | SB  | AVG  | SLG  | OPS   |  |
| -------- | ---------- | ----- | ------ | ----- | ----- | --- | -- | --- | ----- | ----- | ----- | --- | ---- | ---- | ----- |  |
| 1994     | Seattle    | 17    | 54     | 4     | 11    | 0   | 0  | 0   | 2     | 3     | 20    | 3   | .204 | .204 | .445  |  |
| 1995     | Seattle    | 48    | 142    | 15    | 33    | 6   | 2  | 5   | 19    | 6     | 42    | 4   | .232 | .408 | .672  |  |
| 1996     | Seattle    | 146   | 601    | 141   | 215   | 54  | 1  | 36  | 123   | 59    | 104   | 15  | .358 | .631 | 1.045 |  |
| 1997     | Seattle    | 141   | 587    | 100   | 176   | 40  | 3  | 23  | 84    | 41    | 99    | 29  | .300 | .496 | .846  |  |
| 1998     | Seattle    | 161   | 686    | 123   | 213   | 35  | 5  | 42  | 124   | 45    | 121   | 46  | .310 | .560 | .920  |  |
| 1999     | Seattle    | 129   | 502    | 110   | 143   | 25  | 0  | 42  | 111   | 56    | 109   | 21  | .285 | .586 | .943  |  |
| 2000     | Seattle    | 148   | 554    | 134   | 175   | 34  | 2  | 41  | 132   | 100   | 121   | 15  | .316 | .606 | 1.026 |  |
| 2001     | Texas      | 162   | 632    | 133   | 201   | 34  | 1  | 52  | 135   | 75    | 131   | 18  | .318 | .622 | 1.021 |  |
| 2002     | Texas      | 162   | 624    | 125   | 187   | 27  | 2  | 57  | 142   | 87    | 122   | 9   | .300 | .623 | 1.015 |  |
| 2003     | Texas      | 161   | 607    | 124   | 181   | 30  | 6  | 47  | 118   | 87    | 126   | 17  | .298 | .600 | .996  |  |
| 2004     | NY Yankees | 155   | 601    | 112   | 172   | 24  | 2  | 36  | 106   | 80    | 131   | 28  | .286 | .512 | .888  |  |
| 2005     | NY Yankees | 162   | 605    | 124   | 194   | 29  | 1  | 48  | 130   | 91    | 139   | 21  | .321 | .610 | 1.031 |  |
| 2006     | NY Yankees | 154   | 572    | 113   | 166   | 26  | 1  | 35  | 121   | 90    | 139   | 15  | .290 | .523 | .914  |  |
| 2007     | NY Yankees | 158   | 583    | 143   | 183   | 31  | 0  | 54  | 156   | 95    | 120   | 24  | .314 | .645 | 1.067 |  |
| 2008     | NY Yankees | 138   | 510    | 104   | 154   | 33  | 0  | 35  | 103   | 65    | 117   | 18  | .302 | .573 | .965  |  |
| 2009     | NY Yankees | 124   | 444    | 78    | 127   | 17  | 1  | 30  | 100   | 80    | 97    | 14  | .286 | .532 | .933  |  |
| 2010     | NY Yankees | 137   | 522    | 74    | 141   | 29  | 2  | 30  | 125   | 59    | 98    | 4   | .270 | .506 | .847  |  |
| 2011     | NY Yankees | 99    | 373    | 67    | 103   | 21  | 0  | 16  | 62    | 47    | 80    | 4   | .276 | .461 | .823  |  |
| 2012     | NY Yankees | 122   | 463    | 74    | 126   | 17  | 1  | 18  | 57    | 51    | 116   | 13  | .272 | .430 | .783  |  |
| 2013     | NY Yankees | 44    | 156    | 21    | 38    | 7   | 0  | 7   | 19    | 23    | 43    | 4   | .244 | .423 | .771  |  |
| 2015     | NY Yankees | 151   | 523    | 83    | 131   | 22  | 1  | 33  | 86    | 84    | 145   | 4   | .250 | .486 | .842  |  |
| 2016     | NY Yankees | 65    | 225    | 19    | 45    | 7   | 0  | 9   | 31    | 14    | 67    | 3   | .200 | .351 | .598  |  |
| Total    | Total      | 2,784 | 10,556 | 2,021 | 3,115 | 548 | 31 | 696 | 2,086 | 1,338 | 2,287 | 329 | .295 | .550 | .930  |  |
| All-Star | All-Star   | 11    | 26     | 4     | 7     | 0   | 1  | 1   | 2     | 1     | 10    | 1   | .269 | .296 | .462  |  |

### Playoffs
| Año   | Equipo     | J  | AB  | R  | H  | 2B | 3B | HR | RBI | BB | K  | SB | AVG  | SLG  | OPS   |  |
| ----- | ---------- | -- | --- | -- | -- | -- | -- | -- | --- | -- | -- | -- | ---- | ---- | ----- |  |
| 1996  | Texas      | 2  | 2   | 1  | 0  | 0  | 0  | 0  | 0   | 0  | 1  | 0  | .000 | .000 | .000  |  |
| 1997  | Texas      | 11 | 16  | 1  | 5  | 1  | 0  | 1  | 1   | 0  | 5  | 0  | .313 | .313 | .563  |  |
| 2000  | Texas      | 9  | 35  | 4  | 13 | 2  | 0  | 2  | 7   | 3  | 10 | 1  | .371 | .421 | .600  |  |
| 2004  | NY Yankees | 11 | 50  | 11 | 16 | 5  | 0  | 3  | 8   | 6  | 7  | 2  | .320 | .414 | .600  |  |
| 2005  | NY Yankees | 5  | 15  | 2  | 2  | 1  | 0  | 0  | 0   | 6  | 5  | 1  | .133 | .435 | .200  |  |
| 2006  | NY Yankees | 4  | 14  | 0  | 1  | 0  | 0  | 0  | 0   | 0  | 4  | 0  | .071 | .133 | .0.71 |  |
| 2007  | NY Yankees | 4  | 15  | 2  | 4  | 0  | 0  | 1  | 1   | 2  | 6  | 0  | .267 | .353 | .467  |  |
| 2009  | NY Yankees | 15 | 52  | 15 | 19 | 5  | 0  | 6  | 18  | 12 | 13 | 2  | .365 | .500 | .808  |  |
| 2010  | NY Yankees | 9  | 32  | 5  | 7  | 2  | 0  | 0  | 3   | 4  | 6  | 2  | .219 | .316 | .281  |  |
| 2011  | NY Yankees | 5  | 18  | 1  | 2  | 0  | 0  | 0  | 3   | 4  | 6  | 0  | .111 | .261 | .111  |  |
| 2012  | NY Yankees | 7  | 25  | 1  | 3  | 0  | 0  | 0  | 0   | 2  | 12 | 0  | .120 | .185 | .120  |  |
| 2015  | NY Yankees | 1  | 4   | 0  | 0  | 0  | 0  | 0  | 0   | 0  | 2  | 0  | .000 | .000 | .000  |  |
| Total | Total      | 76 | 278 | 43 | 72 | 16 | 0  | 13 | 41  | 39 | 77 | 8  | .259 | .365 | .457  |  |

## Críticas

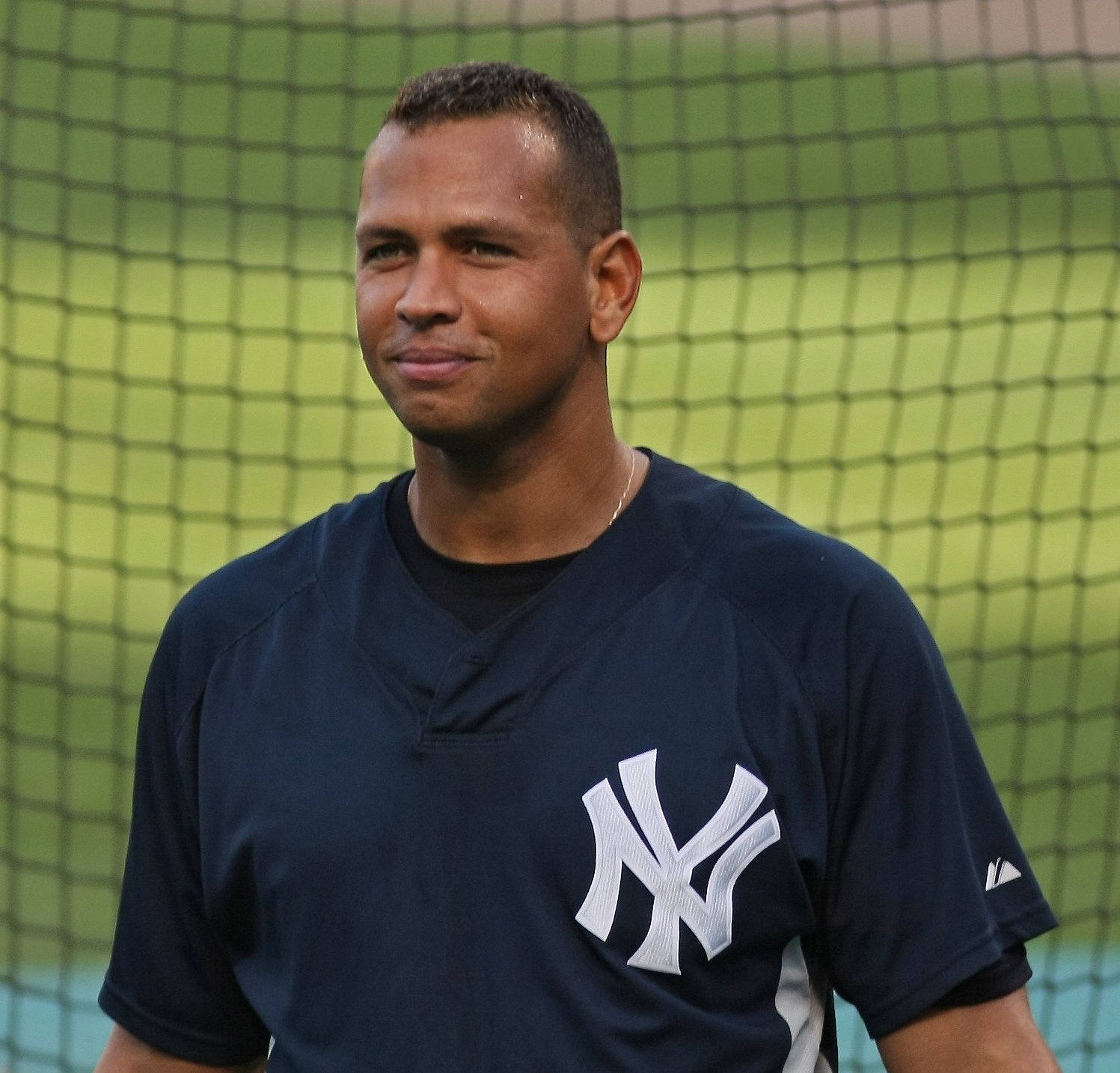
Rodríguez ha sido muy criticado por su bajo desempeño en postemporada, siendo la temporada de 2006 la peor de toda su carrera

Antes de 2009, Rodríguez había recibido el apodo de "The Cooler" (El enfriador) entre algunos jugadores debido a la tendencia percibida de los equipos a enfriarse cuando él (Alex) forma parte de ellos y a calentarse cuando él se va.
Debido al poco éxito de los Yankees en las postemporadas de 2004, 2005, 2006, y 2007, junto con el promedio de bateo por debajo de.200 de Rodríguez en las postemporadas de 2005 y 2006, Rodríguez fue objeto de críticas en el área de Nueva York por parte de escritores, jugadores, Joel Sherman del New York Post, y su entonces compañero de equipo, Jason Giambi.
De acuerdo al libro The Yankee Years publicado en 2009 y escrito por el exmánager de los Yankees Joe Torre, Rodríguez se ganó el apodo de "A-Fraud" (literalmente Un-Fraude) por sus compañeros de equipo y en particular de los sirvientes del clubhouse quienes llegaron a decir sentirse ofendidos por sus exigencias. Torre después dijo acerca del apodo. "Muchas de esas cosas que pasaron en el club fueron más malentendidos que otra cosa, sólo situaciones divertidas", explicó.
Muchas de las críticas con respecto a Rodríguez se centra en su supuesta incapacidad para producir hits en situaciones de tensión. Sin embargo, durante las temporadas regulares de 2003-05, Rodríguez tuvo promedio de bateo de.371 con las bases llenas y mantuvo una base de porcentaje de.422. En 2006, mejoró sus números de.474 y.500 respectivamente. En 2007, a través del 14 de julio bateó .444 y .455, respectivamente. Además, otras líneas de bateo de Rodríguez durante este período incluyó un promedio de.432 con un corredor en tercera (.333 en 2006), .381 con un corredor en posición de anotar (.302 en 2006), y .392 con un corredor en posición de anotar y 2 salidas (.313 en 2006,.333 en 2007 a través del julio de 14). En 2008, Rodríguez bateó solo .264 con corredores en posición anotadora y dos outs. En 95 apariciones en el plato, se fue 20 veces y fue golpeado por tres lanzamientos, y tenía solo 19 hits. De las 41 veces que A-Rod se ponchó con dos outs, 20 vinieron con corredores en posición de anotar.
Debido a la exitosa historia de los Yankees, Alex fue comparado desfavorablemente con otros grandes Yankees que han rendido excepcionalmente en la postemporada, como Reggie Jackson. Sin embargo, después de su actuación en la postemporada de 2009, A-Rod comenzó a recibir muchas comparaciones positivas con Jackson, incluso siendo seleccionado como "Mr. Octubre" por Jackson y USA Today.
Rodríguez respondió a muchas de las críticas de su actuación en postemporada por un desempeño excepcional en la postemporada de 2009, donde registró un promedio de bateo de .365 y conectó seis jonrones en 52 turnos al bate durante 15 de los juegos de postemporada de los Yankees.

## Consumo de esteroides

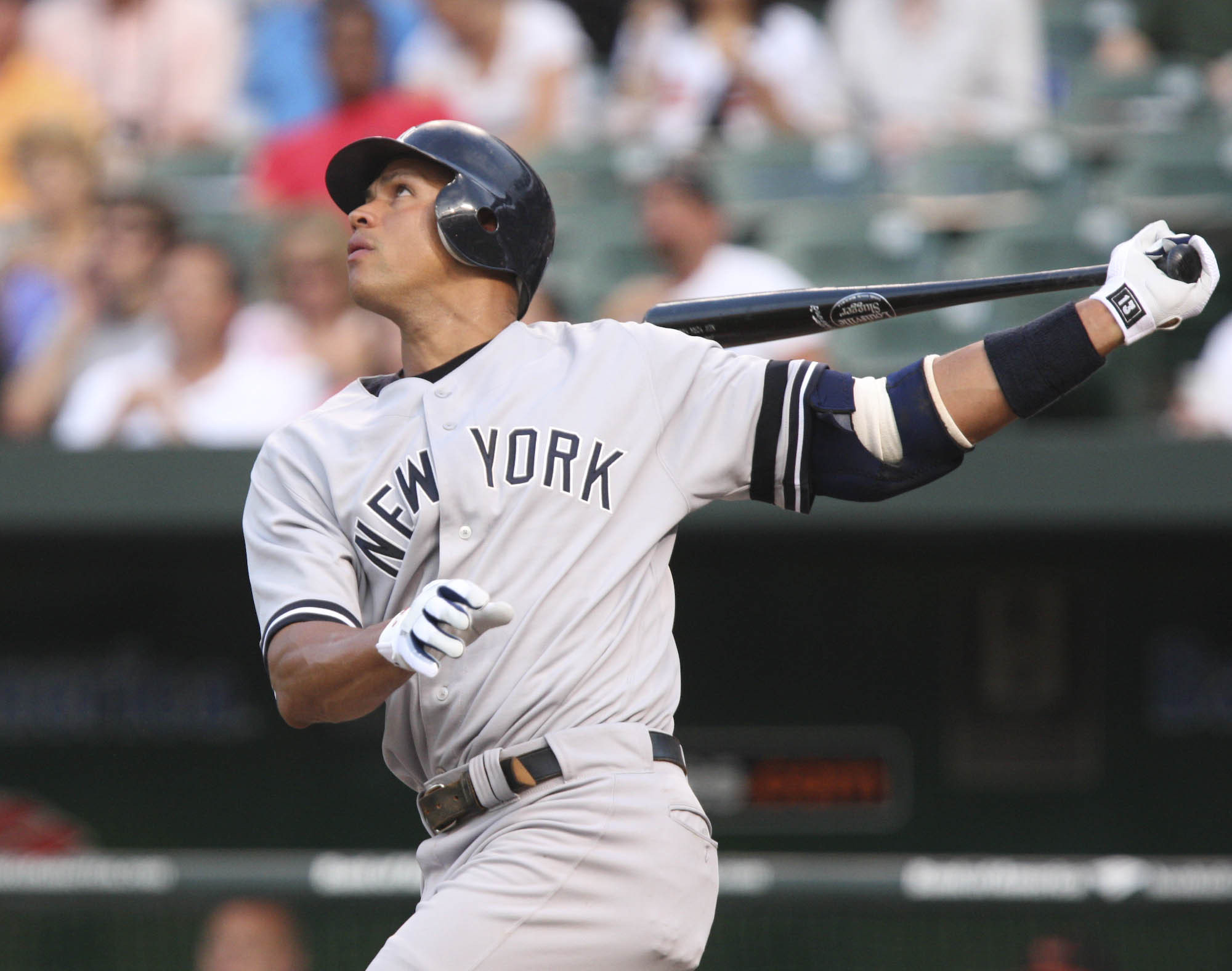
Rodríguez admitió haber utilizado esteroides anabólicos, testosterona y un medicamento llamado Primobolan para mejorar su rendimiento.

En julio de 2007, el ex jardinero José Canseco dijo que tenía la intención de publicar otro libro acerca de las Grandes Ligas, después de su best-seller de 2005 "Juiced: Wild Times, Rampant 'Roids, Smash Hits & How Baseball Got Big". Canseco dijo que su nuevo libro tendría "otras cosas" acerca de Rodríguez, y lo llamó hipócrita, gay y perdedor. En ese momento, Rodríguez negó las acusaciones de uso de esteroides. En una entrevista de 2007 con Katie Couric, Rodríguez negó rotundamente haber usado drogas para mejorar el rendimiento.
En febrero de 2009, Selena Roberts y David Epstein de la revista Sports Illustrated informó que Rodríguez había dado positivo por esteroides anabólicos, testosterona y Primobolan, durante su temporada de 2003 jugando para los Rangers de Texas, la misma temporada en que ganó su primer premio al Jugador Más Valioso de la Liga Americana, rompió récord en su carrera con 300 cuadrangulares (dando 47 en ese año), y ganó uno de sus diez Bates de Plata. La información había sido parte de un informe del gobierno estadounidense conocido como "Mitchell Report" de la autoría del senador de Maine George J. Mitchell. El informe lista detalladamente a 104 jugadores de Grandes Ligas (de un total de 1200 jugadores testeados), que dieron positivo durante un estudio de drogas de 2003. Aprobado por los propios jugadores con la promesa de guardar el anonimato, La encuesta fue realizada por las Grandes Ligas para ver si podría ser necesario un programa de pruebas obligatorias de drogas. En ese momento, como resultado de un acuerdo de unión colectiva-negociada, no hubo sanción o castigo por dar positivo. Debido a que más del 5% de las muestras tomadas de los jugadores en 2003 volvieron a dar positivo, en 2004 se iniciaron pruebas obligatorias a los principales jugadores de la liga de béisbol, pero esta vez con sanciones por dar positivo.
En 2003, los resultados del examen debían permanecer en el anonimato y las muestras destruidas. Sin embargo, una lista maestra codificada de 104 jugadores fue incautada durante la investigación de BALCO (Bay Area Laboratory Co-operative), convirtiéndose en una redada federal de 2004 sobre las instalaciones del Comprehensive Drug Testing en Long Beach, California. Un mes más tarde, las muestras físicas fueron incautadas en un allanamiento hechas por agentes federales en Quest Diagnostics en Las Vegas, Nevada. La lista de los 104 jugadores que dieron positivos fue publicado por la Major League Baseball Players Association en 2004. El sindicato de jugadores dijo más tarde que las 104 muestras positivas fue en el proceso de ser destruidas cuando fueron citados por las autoridades federales en noviembre de 2003, por lo que la destrucción continuó "irregularmente".
Aunque la testosterona se encuentra disponible con receta médica para algunos usos, el Primobolan no tiene ningún uso aprobado con receta. También conocido como enantato Methenolone o metenolona, es el mismo esteroide por el que Barry Bonds estuvo acusado de haber dado positivo en el 2000 y 2001. Es un esteroide muy débil por sí, por lo general se utiliza conjuntamente con otros esteroides. El fármaco por lo general se inyecta, en lugar de consumirlo oralmente debido a su costo. Una declaración oficial de la Major League Baseball después de los resultados de Rodríguez en la que decían sentir una "profunda preocupación" sin nombrar a Rodríguez, señalaron que "debido a que la prueba de la encuesta que se llevó a cabo en 2003 no estaba destinada a ser disciplinaria y anónima, no podemos hacer ningún comentario sobre la exactitud de este informe que se refiere al nombrado jugador".
En una entrevista con ESPN tras el informe, y alegando haber sentido "una enorme presión para poder rendir", Rodríguez admitió el uso de sustancias prohibidas desde 2001 hasta 2003. "Todos mis años con los Yankees han sido limpios", agregó, diciendo que no ha utilizado sustancias prohibidas desde del último mes después de una lesión en los spring training de 2003 mientras jugaba para los Rangers. "En ese entonces, (el béisbol) era una cultura diferente", dijo Rodríguez. "Había mucha inseguridad. Yo era joven, fui estúpido, fui ingenuo. Y quería demostrar a todos que yo era digno de ser de los mejores jugadores de todos los tiempos. Tomé una sustancia prohibida. Y por eso, estoy muy apenado y profundamente arrepentido". Rodríguez dijo que no podía estar seguro del nombre(s) de la sustancia(s) que había utilizado.
Rodríguez dijo que nunca se le dijo que él estaba entre los 104 jugadores que dieron positivo, solo un aviso en agosto de 2004 de Gene Orza de la Major League Baseball Players Association (Sindicato de Jugadores de Grandes Ligas). Orza es acusado por tres (sin nombre) jugadores de Grandes Ligas de avisarle a Rodríguez sobre el examen de drogas que se llevaría a cabo en septiembre de 2004. Orza y la MLBPA han negado las acusaciones.
Rodríguez absolvió el sindicato de jugadores de toda culpa de la filtración de sus resultados positivos, diciendo que él era el único responsable por sus errores. Su amigo y excompañero de equipo Doug Glanville, aunque se le notó la indignación por los años de uso de esteroides de Rodríguez, reprendió a los críticos de Rodríguez de su "falta de indignación acerca de cómo una prueba confidencial y anónima pudo ser hecho público". Ningún jugador de Grandes Ligas, habría participado en la encuesta de 2003 de haber sabido que los resultados se convertirán en públicos. "Todo tuvo que hacerse con privacidad. y el ser A-Rod no debió cambiar ese hecho." escribió Glanville.
El comisionado de MLB, Bud Selig, consideró brevemente castigar o no a Alex Rodríguez por su confeso uso de esteroides, alegando la ilegalidad de la situación, entre otras cosas. Sin embargo, en el momento de la prueba no hubo penas para este tipo de actividad. Además, el haber admitido sus tres años de uso de esteroides podría ser perjudicial para su imagen y su legado.

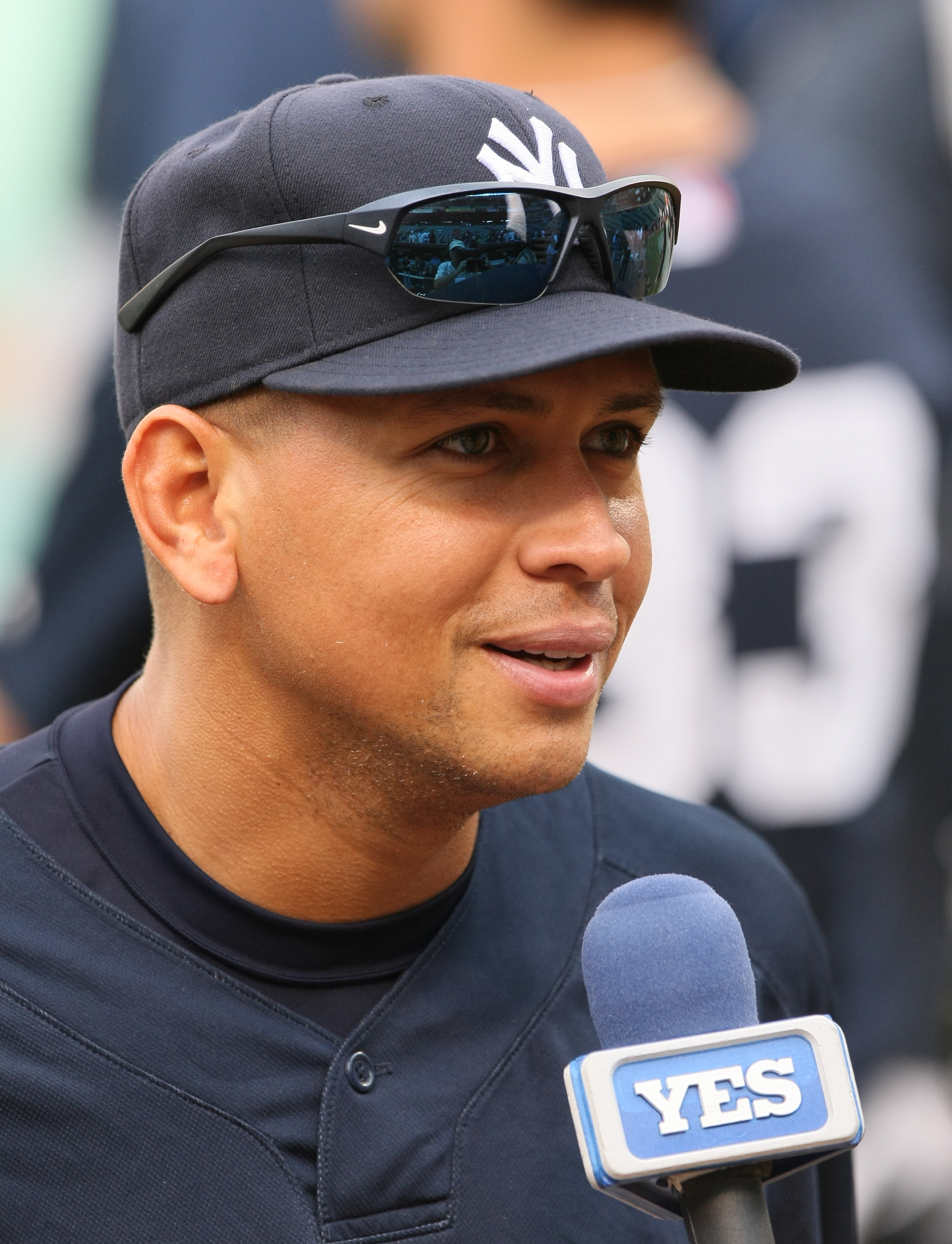
Rodríguez fue entrevistado por Katie Couric del programa televisivo 60 minutos, donde admitió haber usado esteroides mientras jugaba para los Rangers de Texas.

Más tarde, ese mismo mes, Rodríguez convocó a una conferencia de prensa en Tampa, Florida, y en presencia de muchos compañeros de equipo (los Yankees) dándole apoyo, respondió a las preguntas de los periodistas sobre su uso de esteroides entre los años 2001-2003. Rodríguez dijo que él y un primo ( quien se negó a nombrar) compraron una droga no identificada de venta libre en la República Dominicana, donde es "conocida en las calles como boli o bollee". Con la instrucción de Rodríguez, el primo transportó la droga hacia los Estados Unidos. Durante los seis meses del año, Rodríguez se inyectaba dos veces al mes con "boli" (un nombre desconocido para los expertos en drogas y tal vez un término del argot para Primobolan o Dianabol, aunque el último es un esteroides por vía oral). Rodríguez dijo que no sabía si él estaba usando el medicamento correctamente o si era seguro. A pesar de que "ciertamente sentí más energía", dijo Rodríguez sería "difícil asegurar" si le dio una ventaja competitiva.
Rodríguez dijo que se convertiría en un portavoz de la Taylor Hooton Foundation, que educa a los jóvenes sobre los peligros del uso de esteroides. Desde entonces, ha hablado en las escuelas sobre los peligros de los esteroides.
Unos días más tarde, el primo que proveyó a Rodríguez de los esteroides se identificó como Yuri Sucart, residente en Miami, Florida. Sucart llevaba a Rodríguez a su casa desde el primer partido de pretemporada después de la admisión de este (Rodríguez) del uso de esteroides el 24 de febrero de 2009;. Funcionarios de los Yankees le han informado a Rodríguez que Sucart no está permitido en cualquier reunión del equipo.
El 28 de febrero de 2010, el New York Times informó que Rodríguez recibió tratamiento del doctor canadiense Anthony Galea especialista en medicina deportiva en marzo de 2009. Galea es objeto de la investigación conjunta de la Real Policía Montada del Canadá y la FBI Buffalo Field Office de la Oficina Federal de Investigación por distribución de hormonas de crecimiento a los atletas. Galea confirmó a la Associated Press que él trató a Rodríguez, pero dijo que solo le prescribió antinflamatorios.

## Vida personal
Rodríguez se crio con dos medios hermanos, Joe y Suzy, nacidos en la República Dominicana, que son del primer matrimonio de su madre. Rodríguez también tiene un medio hermano, Víctor M. Rodríguez, quien es hijo del padre de Aléx y su entonces esposa Pouppe Martínez. La pareja se divorció un año después, y Víctor fue criado por su madre. Víctor, quien es oficial de la Fuerza Aérea de los Estados Unidos, estuvo fuera de contacto con Alex por un período de 23 años, hasta que se conocieron en un juego de Texas Rangers en 2003. Alex reside actualmente en Miami, Florida durante el receso de temporada de béisbol.
Se casó con Cynthia Scurtis, una licenciada en psicología, el 2 de noviembre de 2002. La primera hija de la pareja, Natasha Alexander, nació el 18 de noviembre de 2004. El 21 de abril de 2008, Cynthia dio a luz a su segunda hija, Ella Alexander en Miami, Florida.
El 27 de mayo de 2007, el New York Post informó que Rodríguez pasó una noche en Toronto con una mujer rubia, más tarde identificada como Joslyn Noel Morse, una bailarina exótica de un club famoso de Las Vegas Strip que también figuró en la convocatoria a casting de la revista Playboy en el año 2001. El New York Post publicó una foto el 30 de mayo de 2007. Rodríguez y la mujer identificada como Morse cenaron juntos en un restaurante y luego fueron a un club de estriptis antes de regresar al hotel de Rodríguez. Fueron vistos por última vez a solas esa noche subiendo al ascensor del hotel. Morse se negó a decir si tuvieron relaciones sexuales.
El 2 de julio de 2008, el Daily News informó que Rodríguez y su esposa se habían separado, después de haber "problemas" durante los últimos tres meses, desde el nacimiento de su segunda hija. Esto se unió a los rumores publicados en la revista Us Weekly, sobre un posible romance entre Rodríguez y la cantante pop Madonna, cosa que Madonna negó diciendo que eran "sólo amigos".
Cynthia pidió el divorcio el 7 de julio de 2008, por "abandono emocional" de ella y sus hijos, así como "relaciones extramaritales y mala conducta marital" por su marido. Ella buscó la pensión alimenticia, la distribución de los bienes, soporte infantil, incluido el apoyo a la matrícula de la escuela privada, seguros de vida y salud, su automóvil, el reembolso de los gastos legales, y la retención de la casa conyugal de $12 millones de dólares en Coral Gables, Florida. Alex Rodríguez respondió que su esposa solo tiene derecho a lo que habían acordado en el acuerdo prenupcial de 2002. Además, al tiempo que admitió que su matrimonio estaba "irremediablemente deshecho", pidiendo que todas las denuncias de sus "aventuras extramaritales" sean borradas del registro de la corte. La pareja finalmente estableció el divorcio en septiembre de 2008.
El 9 de julio de 2008, Candice Houlihan, una peluquera del área de Boston que anteriormente trabajó como stripper, le dijo al Daily News que ella y Rodríguez tuvieron relaciones sexuales en dos ocasiones en 2004, cuando Rodríguez se encontraba en la ciudad jugando contra los Medias Rojas de Boston. Houlihan le hablo también al tabloide Globo de sus vínculos con Rodríguez, y el tabloide dijo que ella pasó una prueba del detector de mentiras. El día después de que Cynthia Rodríguez pidió el divorcio a Alex en 2008, Houlihan le dijo a la esposa de Rodríguez "hizo lo correcto", y añadió, "un leopardo no cambia sus rayas. Bien por ella. Creo que ella está haciendo más inteligente. Y ella probablemente obtendrá toneladas de dinero en efectivo".
El 22 de marzo de 2009, Daily News reportó que, durante 2006 y 2007, Rodríguez patrocinó a las prostitutas de madam Kristin Davis y salió con Davis también, de acuerdo con los empleados de la agencia de prostitutas de Davis (la agencia de Davis también es famosa por suministrarles prostitutas al exgobernador de Nueva York Eliot Spitzer). Davis no quiso confirmar o negar cualquier relación sexual con Rodríguez. Los empleados de la agencia de prostitutas enviaron correos electrónicos íntimos entre Rodríguez y Davis al Daily News, entre ellos uno en el que Rodríguez confiesa a Davis su preferencia por ella por encima de una de sus prostitutas. Cuando se enfrentó a los correos electrónicos, Davis le dijo al periódico, "Otras personas han tenido acceso a mis registros de clientes, así como la información de mi personal y yo no puedo controlar la información que sale" y, "Con excepción de [el ex gobernador] Eliot Spitzer, no he dado nombres... no quiero arruinar ninguna reputación."
Rodríguez, salió con la actriz Kate Hudson en 2009. A partir de julio de 2010, Rodríguez ha estado llevando una relación amorosa con la actriz Cameron Díaz. Una cámara escondida mostró a Díaz alimentando a Rodríguez con palomitas de maíz durante un partido en el Super Bowl 2011.
Informaciones que salieron en agosto de 2011 decían que Rodríguez se enfrentaba a graves acusaciones de haber participado en juegos ilegales de póquer clandestino. Según informes, en esos juegos es recurrente la violenta y el consumo abiertamente de cocaína. Sin embargo, Rodríguez negó a través de su representante que participara en esos juegos. Un ejecutivo de la MLB dijo que si se demuestra que Rodríguez es culpable, podría enfrentar una suspensión. La MLB le había advertido a Rodríguez en el año 2005 que no participara en dichos juegos.
Rodríguez es dueño de un dealer de carros de la marca Mercedes-Benz en League City, Texas.
La amistad entre Rodríguez y Jeter se había enfriado en los últimos años. Sin embargo a partir de 2011, se le ha visto muy cercanos.
En su tiempo libre, Rodríguez compra y colecciona arte.
Desde febrero de 2017, ha estado saliendo con Jennifer Lopez. En marzo de 2019, anunciaron su compromiso.
El 14 de abril del 2021, Rodríguez y Lopez anunciaron su separación, tras 4 años de relación.

### Caridad
En 2003, Rodríguez dio $3.9 millones a la Universidad de Miami para renovar su estadio de béisbol. La nueva instalación se nombró como "Alex Rodríguez Park at Mark Light Field". Rodríguez sigue siendo un ferviente admirador de la Universidad de Miami, y con frecuencia se puede encontrar en los eventos deportivos del equipo Miami Hurricanes, así como laborando en las instalaciones deportivas de la escuela en la temporada baja. Recibió el Edward T. Foote II Alumnus of Distinction Award (Premio al Alumno Distinguido Edward T. Foote II) de la Universidad de Miami en 2007. Rodríguez previamente había sido nombrado "alumno honorario" de la universidad en 2004. Es miembro del University of Miami's Board of Trustees (Junta Directiva de la Univerdidad de Miami) de la universidad.

### Mercadeo
Rodríguez apareció en un comercial de Pepsi Cola como conductor de una flota de camiones de reparto simulando jugadores en un partido de béisbol. Al final del comercial cuando conduce su vehículo para hacer una captura, Su compañero de camión le dice que tiene futuro en el negocio de entrega de bebidas.
Rodríguez aparece en un comercial para Guitar Hero World Tour, donde toca la guitarra junto a los atletas Tony Hawk en la batería, Kobe Bryant como vocalista, Michael Phelps en la guitarra. El comercial es una parodia de la escena de Risky Business, donde Tom Cruise está bailando la canción "Old Time Rock and Roll" de Bob Seger.

## A-Rod Corp
Rodríguez fundó A-Rod Corp, una sociedad de cartera, en 1996 y la empresa comenzó a realizar sus primeras inversiones en 2003. A través de la empresa, Rodríguez ha invertido en una serie de empresas en las industrias de tecnología, bienes raíces, bienestar y entretenimiento. En 2008, Alex Rodríguez fundó Newport Property Construction, una empresa de desarrollo inmobiliario.
En 2012, fundó Monument Capital Management, que había adquirido más de $ 700 millones en activos inmobiliarios hasta 2019. Según Architectural Digest, la empresa poseía más de 15.000 apartamentos en 13 estados.

### Inversiones
A-Rod Corp ha invertido en varias empresas, incluida la marca de agua de coco Vita Coco, Wheels Up, Snapchat y la startup de conciertos virtuales Wave.
Rodríguez se asoció con Mark Mastrov en 2012 para crear la cadena de gimnasios Energy Fitness en la Ciudad de México. Rodríguez vendió un concesionario de Mercedes-Benz en League City, Texas a Group 1 Automotive en 2014. 
Rodríguez invirtió en NRG Esports junto con Shaquille O'Neal y Jimmy Rollins en 2016. En 2017, A-Rod Corp obtuvo los derechos para desarrollar gimnasios con la marca UFC en el sur de Florida. Ese año, A-Rod Corp compró una importante participación en el capital de TruFusion, una cadena de estudios de fitness con sede en Las Vegas, e invirtió en la marca de bebidas Dirty Lemon.
En 2018, A-Rod Corp invirtió en Petros Pace Finance, un financista de desarrollo verde.
En 2019, la compañía invirtió en la startup de convivencia Bungalow, Acorns y Sonder Corp. Ese mismo año, Rodríguez y Jennifer López se asociaron con la compañía de telesalud Hims and Hers para brindar atención médica asequible. Rodríguez también invirtió en Density, una empresa de tecnología especializada en conteo de personas.
Rodríguez se convirtió en el nuevo presidente de Cerveza Presidente, una empresa de cerveza dominicana propiedad de Anheuser-Busch Ambev en enero de 2020. A-Rod Corp invirtió en Nova Credit, una empresa de tecnología financiera, en febrero de 2020.
En julio de 2020, se informó que Rodríguez y López lideraban un grupo de inversionistas que competían por los Mets de Nueva York y habían pasado a la segunda etapa del proceso de licitación. Los inversores que respaldaban a Rodríguez y López incluían a los multimillonarios Mike Repole y Vincent Viola. 

### El Podcast de la Corporación
Alex Rodríguez se asoció con Barstool Sports en 2018 para cocrear The Corp Podcast con Dan Katz, también conocido como Barstool Big Cat. El podcast entrevista a líderes de la industria, atletas y emprendedores. La temporada 1 contó con Kobe Bryant, Gary Vaynerchuk, Barbara Corcoran, Mike Francesa, Michael Rubin y Barry Sternlicht. La temporada 2 contó con Kevin Bacon, Martha Stewart, Danica Patrick, Stephanie McMahon, Maria Bartiromo y Howard Schultz.

## Premios y honores
- 14 veces All-Star

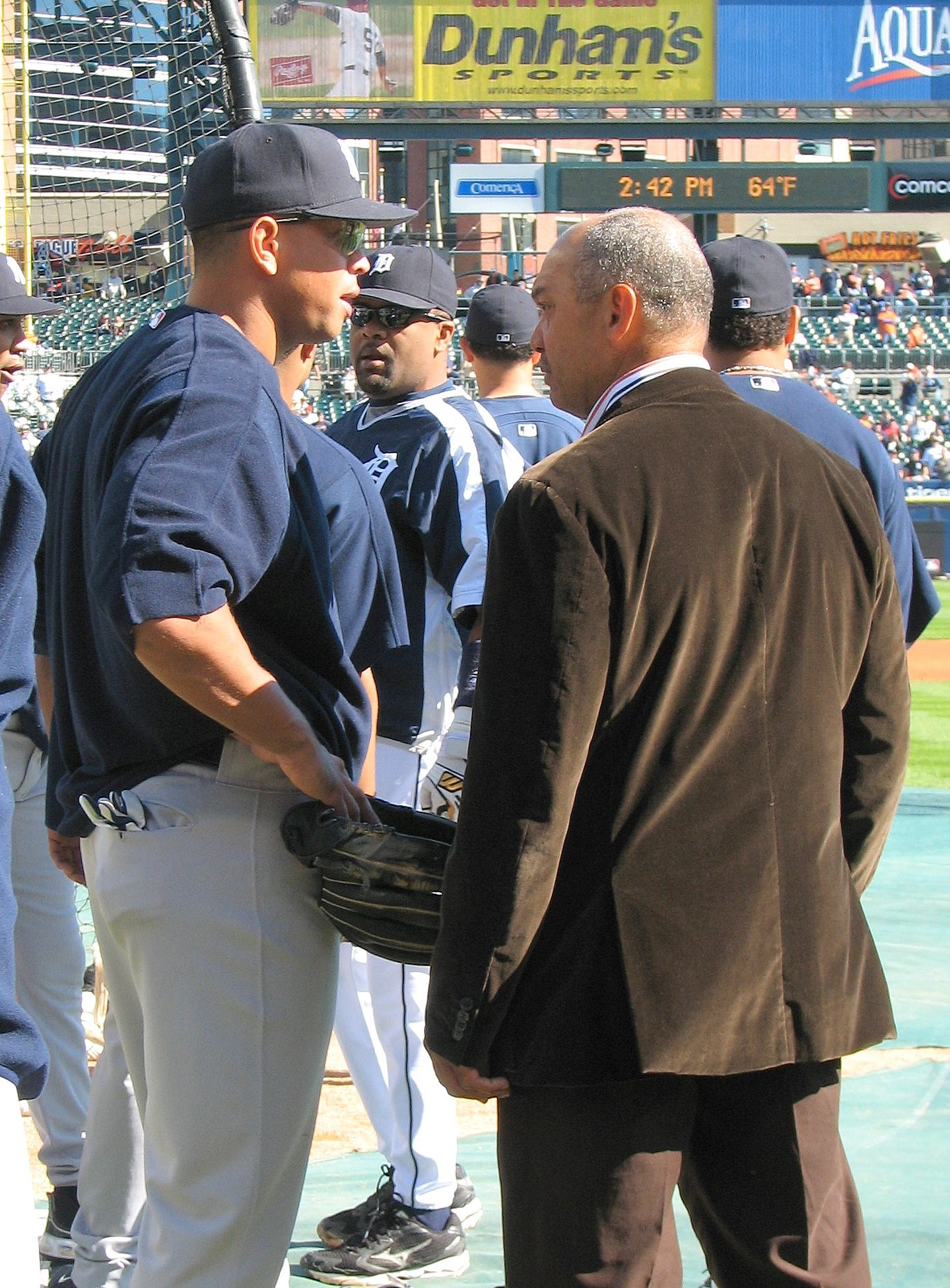
Reggie Jackson hablando con Rodríguez durante una práctica de bateo. Las primeras comparaciones en la carrera de postemporada entre Jackson y Rodríguez fueron poco halagadoras para el último, pero las recientes comparaciones han sido muy positivas.

  - 7 veces como SS (1996-98, 2000-03)
  - 7 veces como 3B (2004-2008, 2010-2011)
- 3 veces Jugador Más Valioso de la Liga Americana (2003, 2005, 2007)
- 10 veces Premio Bate de Plata de la Liga Americana
  - 7 veces como SS (1996, 1998-2003)
  - 3 veces como 3B (2005, 2007, 2008)
- 4 veces AL Hank Aaron Award (2001–03, 2007)
- 2 veces Seattle Mariners Player of the Year (1998, 2000)
- 2 veces Baseball America MLB Player of the Year (2000, 2002)
- 4 veces Baseball America 1st-Team Major League All-Star (SS) (1998, 2000–03)
- 3 veces Texas Rangers Player of the Year (2001–03)
- 2 veces AL Gold Glove Award (SS) (2002, 2003)
- 2 veces The Sporting News Player of the Year (2002, 2007)
- 1993 1st Team High School All-American (IF)
- 1994 Seattle Mariners Minor League Player of the Year
- 1994 Midwest League All-Star (SS)
- 1995 Baseball America 1st Team Minor League All-Star (SS)
- 1995 Triple-A All-Star (SS)
- 1996 The Sporting News Player of the Year
- 2002 Player of the Year Award - This Year in Baseball Awards
- 2005 Baseball America 1st-Team Major League All-Star (3B)
- 2005 Individual Performance of the Year Award - This Year in Baseball Awards
- 2007 Hitter of the Year - This Year in Baseball Awards
- 2007 Pepsi Clutch Performer of the Year

## Logros
- 5 veces líder en carreras de la Liga Americana (1996, 2001, 2003, 2005, 2007)
- 4 veces líder en total de bases de la Liga Americana (1996, 2001, 2002, 2007)
- 5 veces AL Home Run Title (2001–2003, 2005, 2007)
- 2 veces AL RBI Title (2002, 2007)
- 2 veces AL OPS Leader (2005, 2007)
- 4 veces líder en porcentaje de Slugging de la Liga Americana (2003, 2005, 2007, 2008)
- 1996 AL Batting Title
- 1996 Líder en dobles de la Liga Americana
- 1998 Líder en hits de la Liga Americana
- 2001 AL Extra-Base Hits Leader

```
 3000 hits
```

## Récords
| Más Grand Slam en la historia                                     | 25              | desde 1994 |
| Más jonrones para un jugador de ascendencia hispana               | 696             | desde 1994 |
| Más jonrones para un neoyorquino                                  | 660             | desde 1994 |
| Más carreras en una temporada para un (SS)                        | 141             | 1996       |
| Más extra base hits en una temporada para un (SS)                 | 91              | 1996       |
| El más alto porcentaje de slugging en una temporada para un (SS)  | .631            | 1996       |
| Más bases totales en una temporada para un (SS)                   | 393             | 2001       |
| Más jonrones en una temporada para un (SS)                        | 57              | 2002       |
| Más jonrones en el mes de abril (empatado)                        | 14              | 2007       |
| El más rápido en llegar a 12 jonrones en una temporada (empatado) | 15 juegos       | 2007       |
| El más rápido en llegar a 13 y 14 jonrones en una temporada       | 18 juegos       | 2007       |
| El más joven de todos los tiempos en conectar 500 jonrones        | 32 años, 8 días | 2007       |
| Más jonrones para un tercera base                                 | 54†             | 2007       |
| Más bases robadas en una temporada de 50 jonrones                 | 24*             | 2007       |

†: Rodríguez bateó 2 jonrones como bateador designado en la temporada de 2007.
*: Empató con Willie Mays
| Más jonrones en temporadas consecutivas para un bateador derecho | 109       | 2001–2002 |
| Más jonrones en el mes de abril                                  | 14        | 2007      |
| El más rápido en llegar a 10 jonrones en una temporada           | 14 Juegos | 2007      |
| El más rápido en llegar a 12 jonrones en una temporada           | 15 Juegos | 2007      |

| Más jonrones en una temporada en el Yankee Stadium para un bateador derecho | 26 | 2005, 2007 |
| Más jonrones en una temporada para un bateador derecho                      | 54 | 2007       |
| Más carreras impulsadas en una postemporada                                 | 18 | 2009       |
| Más jonrones en una postemporada                                            | 6† | 2009       |

†: Empatado con Bernie Williams.